# Олбово (Вологодская область)
Олбово — деревня в Великоустюгском районе Вологодской области.
Входит в состав Юдинского сельского поселения, с точки зрения административно-территориального деления — в Юдинский сельсовет.
Расстояние по автодороге до районного центра Великого Устюга — 22 км, до центра муниципального образования Юдино — 23 км. Ближайшие населённые пункты — Холм, Ильинская, Езекиево.
По данным переписи в 2002 году постоянного населения не было.